# Liga Antydefamacyjna
Liga Antydefamacyjna, Liga przeciw Zniesławieniom, ADL (od ang. Anti-Defamation League) – amerykańska organizacja, jedna z najstarszych i najważniejszych organizacji żydowskich na świecie, której celem jest walka z nienawiścią i uprzedzeniami wobec Żydów. Jej założycielem był Sigmund Livingston.
Główną siedzibą organizacji jest Nowy Jork. Jej dyrektorem jest Jonathan Greenblatt. Liga Antydefamacyjna jest członkiem stowarzyszonym w ramach American Israel Public Affairs Committee. Jej członkowie określają ją jako instytucję walczącą w obronie praw człowieka i praw obywatelskich. 
Organizacja powstała w 1913 roku w Chicago jako stowarzyszenie antyrasistowskie pod patronatem organizacyjnym B’nai B’rith. Obecnie działa jako formacja niezależna. Zatrudnia w Nowym Jorku ponad 200 pracowników. Jej zaplecze strukturalne stanowi 29 biur stanowych oraz 3 biura zagraniczne, a roczny budżet wynosi około 50 mln dolarów.
Liga Antydefamacyjna wsparła polskie starania mające na celu zmianę nazwy obozu w Oświęcimiu na „nazistowski niemiecki obóz zagłady Auschwitz-Birkenau” w dokumentacji UNESCO. Wspólnie ze Stowarzyszeniem „Nigdy Więcej” wydała też oświadczenie na temat słów minister edukacji narodowej, Anny Zalewskiej, dotyczących pogromów Żydów w Jedwabnem i Kielcach. 
Termin anti-defamation (w połączeniu z league) jest zastrzeżony przez Ligę Antydefamacyjną (z tego powodu inne fundacje o podobnym zakresie działalności używają wyrażenia against defamation).

## Film
- W 2009 powstał film dokumentalny poświęcony antysemityzmowi oraz działalności Anti-Defamation League w reż. Jo’awa Szamira pt. Dezinformacja (dosł. Zniesławienie). Występuje w nim zarząd organizacji oraz jej krytycy w tym m.in. Norman Finkelstein[6].